# Cheffes
Cheffes település Franciaországban, Maine-et-Loire megyében. Lakosainak száma 1036 fő (2022. január 1.). Cheffes Briollay, Écuillé, Étriché, Juvardeil, Soulaire-et-Bourg, Tiercé és Les Hauts-d’Anjou községekkel határos.

## Népesség
A település népességének változása:
| Lakosok száma | 680  | 811  | 857  | 879  | 980  | 974  | 974  | 974  | 995  | 1036 |
|               | 1968 | 1982 | 1990 | 2006 | 2013 | 2015 | 2017 | 2019 | 2020 | 2022 |